# Ennetach
Ennetach is een plaats in de Duitse gemeente Mengen, deelstaat Baden-Württemberg, en telt 1600 inwoners.